# Overwerk

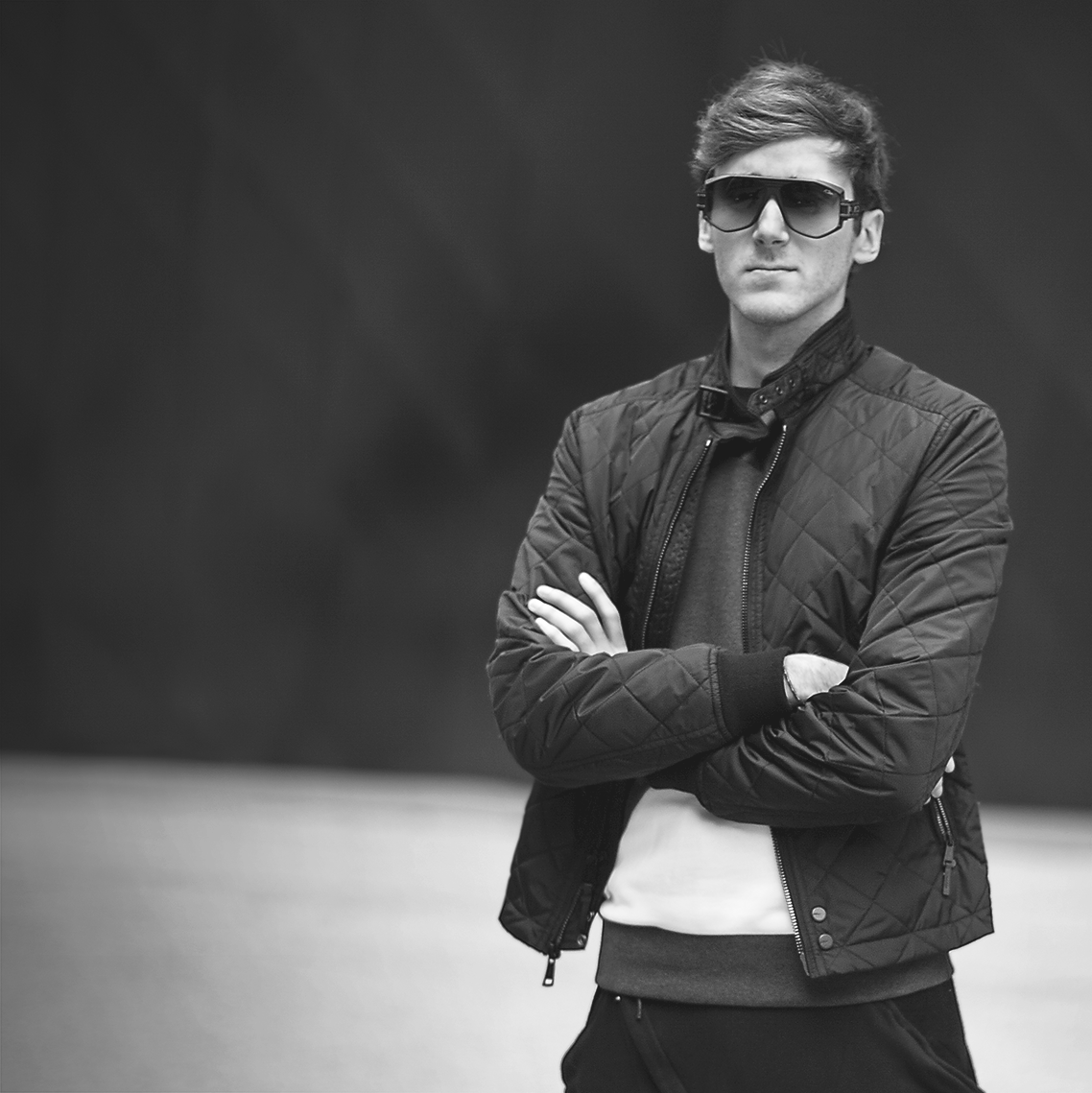
Overwerk (2014)

OVERWERK (* 06. September 1989 in London (Ontario) als Edmond Etien Huszar) ist ein kanadischer DJ, Musikproduzent und Grafikkünstler.

## Leben
Huszar arbeitete zunächst als Grafikdesigner und nebenbei als DJ. Aufgrund von Überlastung ergab sich sein Künstlername Overwerk, das holländische Wort für Überstunden.

## Gesamtwerk
Seit 2010 produziert Overwerk Electro-House. Sein Gesamtwerk veröffentlicht er über die Labels Monstercat und Fabrik, die sich im Vertrieb von Atlantic Records befinden.
Laut LA Weekly verbindet seine Musik „dramatische, orchestralische Passagen“ mit „gezackten Synths und tiefen Basslinien“. Seit 2012 hat er 4 EPs, sowie mehrere Singles veröffentlicht, deren Covers er selbst entworfen hat. Seine Single Exist, die im Jahr 2014 veröffentlicht wurde, gelang in die „Top 10 Dance-Music-Veröffentlichungen der Woche“ des Magazins Vibe.
OVERWERK ist auch für seinen Remix von Clean Bandits Single Rather Be bekannt, die bei den Grammy Awards 2015 den Grammy Award for Best Dance Recording gewann. Er veranstaltete Tourneen in Kanada, Europa und den Vereinigten Staaten. Er gewann 2014 den Vista Music Prize. Seine Musik war regelmäßig in Werbespots der Marken GoPro, Gucci, Lamborghini, Chrysler, der Zeitschrift Vogue und dem Magazin Fortune zu hören. Er komponierte ebenfalls den Song Pressure für das Videospiel Die Sims 4.

## Diskographie
- „The Nth º“ (2011, Paradigm Records)
- „After Hours“ (2012, Paradigm Records)
- „House (Ft. Nick Nikon)“ (2012, Monstercat)
- „Matter“ (2013, Fabrik)
- „Conquer“ (2013, Fabrik)
- „Exist“ (2014, Fabrik)
- „House (Ft. Nick Nikon) [Meta Remix]“ (2014, Fabrik)
- „I Feel Better (Feat. Nick Nikon)“ (2015, Fabrik)
- „Toccata“ (2015, Fabrik)
- „Create“ (2015, Fabrik)
- „Canon“ (2015, Fabrik)
- „State“ (2017, Fabrik)
- „Altered State“ (2019, Fabrik)
- „Virtue“ (2019, Fabrik)
- „Vessel“ (2021, Fabrik)
- „ORIGIN“ (2021, Fabrik)
- „Feedback (ft. Jordan Macdonald)“ (2022, Fabrik)
- „US“ (2022, Fabrik)
- „APART“ (2023, Fabrik)
- „OF“ (2023, Fabrik)
- „SOMETHING“ (2023, Fabrik)
- „MORE“ (2023, Fabrik)
- „Ascend“ (2024, Fabrik)
- „ARCHETYPE“ (2024, Fabrik)
- „Human (OVERWERK Remix)“ (2024, Kannibalen Records)
- „2 Die 4“ (2025, Fabrik)